# Liste der Nummer-eins-Hits in Österreich (1975)
Dies ist eine Liste der Nummer-eins-Hits in Österreich im Jahr 1975. Sie basiert auf den Single- und Albumlisten der österreichischen Charts. Die Top-20-Single- und Top-10-Albumcharts wurden monatlich jeweils am 15. veröffentlicht.

## Singles
| ← 1974 ← | Liste der Nummer-eins-Hits in Österreich | Liste der Nummer-eins-Hits in Österreich | Liste der Nummer-eins-Hits in Österreich        | 1976 →                    |
| \| Zeitraum \| Wo. ges. \| Interpret \| Titel Autor(en) \| Zusätzliche Informationen \| \| (Zeitraum, Wochen auf Platz eins, Interpret, Titel, Autor[en], zusätzliche Informationen) \| \| \| \| \| \| ----------------------------------------------------------------------------------------- \| -------- \| ------------------------------- \| ----------------------------------------------- \| ------------------------- \| \| 15. Dezember 1974 – 14. Januar 1975 5 Wochen \| 5 \| George McCrae \| Rock Your Baby Harry Wayne Casey, Richard Finch \| – \| \| 15. Januar 1975 – 14. März 1975 8 Wochen \| 8 \| Carl Douglas \| Kung Fu Fighting Carl Douglas \| – \| \| 15. März 1975 – 14. April 1975 5 Wochen \| 5 \| Frank Zander \| Der Ur-Ur-Enkel von Frankenstein Frank Zander \| – \| \| 15. April 1975 – 14. Mai 1975 4 Wochen \| 4 \| Billy Swan \| I Can Help Billy Swan \| – \| \| 15. Mai 1975 – 14. Juli 1975 9 Wochen \| 9 \| Wolfgang Ambros \| Zwickt’s mi \| – \| \| 15. Juli 1975 – 14. August 1975 4 Wochen \| 4 \| Shirley & Company \| Shame, Shame, Shame Sylvia Robinson \| – \| \| 15. August 1975 – 14. November 1975 13 Wochen \| 13 \| George Baker Selection \| Paloma Blanca Johannes Bouwens \| – \| \| 15. November 1975 – 14. Dezember 1975 5 Wochen \| 5 \| Alain Barrière & Noëlle Cordier \| Tu t’en vas Alain Barrière \| – \| \| 15. Dezember 1975 – 14. Februar 1976 8 Wochen \| 8 \| Georg Danzer \| Jö schau Georg Danzer \| – \| |                                          |                                          |                                                 |                           |
| ← 1974 |                                          |                                          |                                                 | → 1976 →                  |
| Zeitraum | Wo. ges.                                 | Interpret                                | Titel Autor(en)                                 | Zusätzliche Informationen |
| (Zeitraum, Wochen auf Platz eins, Interpret, Titel, Autor[en], zusätzliche Informationen) |                                          |                                          |                                                 |                           |
| 15. Dezember 1974 – 14. Januar 1975 5 Wochen | 5                                        | George McCrae                            | Rock Your Baby Harry Wayne Casey, Richard Finch | –                         |
| 15. Januar 1975 – 14. März 1975 8 Wochen | 8                                        | Carl Douglas                             | Kung Fu Fighting Carl Douglas                   | –                         |
| 15. März 1975 – 14. April 1975 5 Wochen | 5                                        | Frank Zander                             | Der Ur-Ur-Enkel von Frankenstein Frank Zander   | –                         |
| 15. April 1975 – 14. Mai 1975 4 Wochen | 4                                        | Billy Swan                               | I Can Help Billy Swan                           | –                         |
| 15. Mai 1975 – 14. Juli 1975 9 Wochen | 9                                        | Wolfgang Ambros                          | Zwickt’s mi                                     | –                         |
| 15. Juli 1975 – 14. August 1975 4 Wochen | 4                                        | Shirley & Company                        | Shame, Shame, Shame Sylvia Robinson             | –                         |
| 15. August 1975 – 14. November 1975 13 Wochen | 13                                       | George Baker Selection                   | Paloma Blanca Johannes Bouwens                  | –                         |
| 15. November 1975 – 14. Dezember 1975 5 Wochen | 5                                        | Alain Barrière & Noëlle Cordier          | Tu t’en vas Alain Barrière                      | –                         |
| 15. Dezember 1975 – 14. Februar 1976 8 Wochen | 8                                        | Georg Danzer                             | Jö schau Georg Danzer                           | –                         |

## Alben
| ← 1974 ← | Liste der Nummer-eins-Alben in Österreich | Liste der Nummer-eins-Alben in Österreich | Liste der Nummer-eins-Alben in Österreich | 1976 →                    |
| \| Zeitraum \| Wo. ges. \| Interpret \| Titel \| Zusätzliche Informationen \| \| (Zeitraum, Wochen auf Platz eins, Interpret, Titel, zusätzliche Informationen) \| \| \| \| \| \| ------------------------------------------------------------------------------ \| -------- \| -------------------------- \| ----------------------------- \| ------------------------- \| \| 15. Oktober 1974 – 14. Januar 1975 13 Wochen \| 13 \| Waterloo & Robinson \| Sing My Song \| – \| \| 15. Januar 1975 – 14. April 1975 13 Wochen \| 13 \| (Verschiedene Interpreten) \| Music Power \| – \| \| 15. April 1975 – 14. Mai 1975 4 Wochen \| 4 \| (Verschiedene Interpreten) \| Pop Market \| – \| \| 15. Mai 1975 – 14. Juli 1975 9 Wochen \| 9 \| (Verschiedene Interpreten) \| Dynamite \| – \| \| 15. Juli 1975 – 14. Oktober 1975 13 Wochen \| 13 \| Wolfgang Ambros \| Es lebe der Zentralfriedhof \| – \| \| 15. Oktober 1975 – 14. Dezember 1975 9 Wochen \| 9 \| (Verschiedene Interpreten) \| 20 Polystar Hits \| – \| \| 15. Dezember 1975 – 14. Februar 1976 8 Wochen \| 8 \| Elvis Presley \| Elvis – seine 40 größten Hits \| – \| |                                           |                                           |                                           |                           |
| ← 1974 |                                           |                                           |                                           | → 1976 →                  |
| Zeitraum | Wo. ges.                                  | Interpret                                 | Titel                                     | Zusätzliche Informationen |
| (Zeitraum, Wochen auf Platz eins, Interpret, Titel, zusätzliche Informationen) |                                           |                                           |                                           |                           |
| 15. Oktober 1974 – 14. Januar 1975 13 Wochen | 13                                        | Waterloo & Robinson                       | Sing My Song                              | –                         |
| 15. Januar 1975 – 14. April 1975 13 Wochen | 13                                        | (Verschiedene Interpreten)                | Music Power                               | –                         |
| 15. April 1975 – 14. Mai 1975 4 Wochen | 4                                         | (Verschiedene Interpreten)                | Pop Market                                | –                         |
| 15. Mai 1975 – 14. Juli 1975 9 Wochen | 9                                         | (Verschiedene Interpreten)                | Dynamite                                  | –                         |
| 15. Juli 1975 – 14. Oktober 1975 13 Wochen | 13                                        | Wolfgang Ambros                           | Es lebe der Zentralfriedhof               | –                         |
| 15. Oktober 1975 – 14. Dezember 1975 9 Wochen | 9                                         | (Verschiedene Interpreten)                | 20 Polystar Hits                          | –                         |
| 15. Dezember 1975 – 14. Februar 1976 8 Wochen | 8                                         | Elvis Presley                             | Elvis – seine 40 größten Hits             | –                         |